# آمریش پوری
آمریش پوری، (به انگلیسی: Amrish Puri)، (به هندی: अमरीश लाल पुरी)؛ ۲۲ ژوئن ۱۹۳۲ – ۱۲ ژانویهٔ ۲۰۰۵) یکی از بزرگ‌ترین هنرپیشه‌های اهل هند بود. وی بین سال‌های ۱۹۷۰ تا ۲۰۰۵ میلادی فعالیت می‌کرد و در فیلم‌های بسیاری بازی کرده بود.
از فیلم‌هایی که وی در آن نقش داشته‌است می‌توان به ایندیانا جونز و معبد مرگ اشاره کرد.
وی همچنین برنده جوایزی همچون جوایز فیلم‌فیر شده‌است.

## فیلم‌شناسی
فهرست برخی از فیلم‌هایی که آمریش پوری در آنها به ایفای نقش پرداخته‌است:
- ایندیانا جونز و معبد مرگ
- سرزمین بیگانه
- قانون
- با من ازدواج می‌کنی؟
- افتخار
- دوستانه
- پیروزی
- قهرمان
- جنجال
- اعتراض
- دو
- خوشی
- رقص رقص
- ابر
- سوداگر
- گاندی
- پادشاه
- داماد عاشق عروس را می‌برد
- سرنوشت
- کاران آرجون
- محبت‌ها
- آهسته و مخفیانه
- هدف
- دشمن بزرگ
- نیروی پلیس
- تو دزد هستی، من پلیس هستم
- اعلان
- ترازو
- میدان جنگ
- باروت
- آرزو
- ظلمی
- گل و خار
- تیجا
- بگذار زندگی کند
- جی ویکرانتا
- بزرگی
- یه چیزی می‌خواهم بگویم
- نیروی الهی
- تقلا
- جنجال
- گونداراج
- دلسوز
- جان
- تاریخ
- جادوگر
- گایال
- ایثار
- سلاخی
- شورش
- سوگند خونین
- شرارت
- دو و نیم نامه عاشقانه
- گییر
- نایاک
- ارثیه شوم
- تارزان
- امروز آرجون
- جهان
- سه‌گانگی
- سلطنت
- زبیدا
- دو زندانی
- دشمن محبت
- جایزه ده هزار
- گناهکاران الهه
- زندگی یک قمار است
- مجرم
- منطقه
- مهربانی
- قانون کور
- نیمی از حقیقت
- نقش
- کیشن و کانیا
- جاگیر
- تکان ناگهانی
- تماس
- مشعل
- جنگ من
- با تو
- جانباز
- بازی با آتش
- کیسنا: شاعر جنگجو
- پایان شب
- گردش
- خشم
- آب سیاه
- رابطه
- تبریک
- وقتی دروغ میگی کلاغ تو را می‌کشد
- وراثت
- پادشاه بی‌نام
- در زندان
- فرار از تله
- نبرد نهایی
- او سوپراستار نیست
- عمه ۴۲۰
- دشمن حیات
- سانسور
- رقص رقص
- زورگیری
- بازار
- قرض شیر
- اسب هفتم خورشید
- خیابان چاپ
- دین من
- پول این پول
- مهربانی تو
- ماها شاکتیشالی
- وحشت
- آشوب
- مست قلندر
- ترینترا
- بخشش
- طوفان نفرت
- خشم
- من انتقام خواهم گرفت
- اختلاف
- حقیقت دروغین
- پسر هیمالیا
- چه کسی عدالت را اجرا خواهد کرد؟
- حقیقت
- دوستت دارم جانی
- برنده
- قفل کردن
- هر کس سرنوشت خود را دارد
- دوستی دشمنی
- دنیا
- فرمانده
- سرداری بگم
- جنگل
- خائن
- الهی
- برنده
- بابا
- صدمه
- آشانتی
- برای ازدواج آماده شوید
- ساموندار
- کی برد؟ کی باخت؟
- قایق
- راهب عشق
- توطئه
- آدیتیا ۳۶۹
- علی‌‌بابا مارجینا
- اصلی و بدلی
- آواز
- بخشنده
- سپر
- بحران دین

## مرگ
آمریش پوری در سال ۲۰۰۵ بر اثر بیماری سندرم میلودیسپلاستیک در شهر بمبئی درگذشت. وی هنگام مرگ ۷۲ سال سن داشت.